# Roc Roi (Montferrer i Castellbò)
El Roc Roi és una muntanya de 2.020 metres que es troba al municipi de Montferrer i Castellbò, a la comarca de l'Alt Urgell.
Al cim podem trobar-hi un vèrtex geodèsic (referència 269076001).

Aquest cim està inclòs al llistat dels 100 cims de la FEEC